# Herb gminy Lesznowola
Herb gminy Lesznowola – jeden z symboli gminy Lesznowola, ustanowiony 26 kwietnia 1996.

## Wygląd i symbolika
Herb przedstawia na tarczy w polu złotym dzielonym w słup w polu lewym zielonego smoka z dwiema łapami (nawiązanie do księstwa czerskiego), natomiast w polu prawym pannę w czerwonej sukni, trzymająca trzy srebrne kłosy zboża i kaduceusz (jest to odwołanie do najstarszych tradycji gminy i do zajęć jej mieszkańców).